# بخش لینشوپینگ
بخش لینشوپینگ (به سوئدی: Linköpings kommun) یک ناحیه شهرداری در سوئد است که در شهرستان اوستر گوتلاند واقع شده‌است.

## خواهرخوانده
شهرهای یوئنسو، Ísafjarðarbær، تنسبرگ، لینتس، پیتراسانتا، کاوناس، اورادئا، گوانگ‌ژو، ماکائو، Estelí، موروگورو و پالو آلتو، کالیفرنیا خواهرخوانده‌های بخش لینشوپینگ هستند.